# Hugo Butyr
Hugo van Arkel zwany Butyrem, znany szerzej jako Hugo Butyr (ur. ok. 1096, zm. ok. 1166) – rycerz krzyżowy pochodzenia niderlandzkiego w służbie polskiej, kasztelan chełmiński, protoplasta rycerskiego rodu Dołęgów.

## Historia

### Pochodzenie
Urodził się ok. 1096 roku jako trzeci, najmłodszy syn rycerza krzyżowego Jana III van Arkel i Aleydy (Adelajdy) van Hoessden. Dom Arkelów należał do najznakomitszych niderlandzkich rodów feudalnych, którego członkowie władali dobrami Gorkum na pograniczu hrabstwa Holandii, Geldrii i ziem biskupów Utrechtu. Jan III van Arkel wziął udział w I krucjacie i poległ w Jerozolimie w 1112 roku. Hugo miał starszych braci: Jana IV, który odziedziczył główne posiadłości oraz Folperta, który dał początek linii panów na Lek (Lederdam). Przydomek Butyr („masło”) pochodził od dóbr Bottersloet ("Maślany Zamek"), które przypadły Hugonowi po śmierci jego ojca. Należały jeszcze do niego dobra Spyck i wieś Blocklant. Później, w 1119 roku, już jako rycerz, w imieniu swej żony Henryki, córki Dirka van Amersfoort, przyjął w lenno od teścia dobra Dasselaar w Geldrii.

### W służbie biskupów Utrechtu
Małżeństwo z Henryką związało Hugona z biskupstwem Utrechtu, którego władcą był krewny Arkelów, biskup Andrzej van Cuyk. Hugo został wówczas najwyższym świeckim urzędnikiem państwa, kasztelanem Utrechtu. Już wtedy zaangażowany był w wojnę, którą toczył ród van Cuyk z Dirkiem VI, hrabią Holandii. Być może to wówczas zasłużył sobie na zaszczytną opinię najdzielniejszego z rycerzy Niemiec. Wojnę ze świeckimi sąsiadami prowadził także następny biskup Utrechtu - Hartbert. W 1144 roku dowodzone przez Hugona wojska rozgromiły oddziały Ottona hrabiego von Rineck. Sam Rineck dostał się do niewoli. Jak podaje tradycja - nie został dobrze potraktowany – a to sprowadziło gniew na Hugona ze strony Dirka VI i wielu wpływowych panów. Był to jeden z powodów opuszczenia Niderlandów przez Hugona.

### W służbie księcia Bolesława IV Kędzierzawego
Jako kraj osiedlenia wybrał Hugo Mazowsze. Wstąpił na służbę do księcia Bolesława IV Kędzierzawego. Nie bez znaczenia był fakt, że biskupem płockim był podówczas krajan Hugona Aleksander z Malonne. Aleksander był także krewnym Arkelów, co wyjaśnia tradycję, przekazywaną przez stulecia przez ród Dołęgów, że biskup był członkiem ich rodu (stąd Jan Długosz w swej Kronice przypisuje Aleksandra z Malonne do rodu Dołęgów). Innym ważnym powodem była możliwość kontynuowania krucjatowych tradycji Arkelów. Wyprawa przeciwko Prusom w 1147 roku, w której Hugo wziął udział, była przedstawiona jako wyprawa krzyżowa. Poza tym rycerze zachodnioeuropejscy byli chętnie widziani na polskich dworach książęcych.
Około 1145 roku Hugo znalazł się na Mazowszu i wziął udział w wojnie domowej, którą toczyli dwaj juniorzy – Bolesław IV Kędzierzawy i Mieszko III Stary z Władysławem II Wygnańcem. Jego rola w zwycięstwie juniorów była znacząca. Następnie wziął Hugo udział, w 1147 roku, w wyprawie krzyżowej przeciwko nadbałtyckiemu pogańskiemu plemieniu Prusów. Odegrał w niej tak wielką rolę, że w tradycji znany jest jako ich pogromca. Jego odwaga i czyny w walce z Prusami przetrwały w legendzie herbowej rodu Dołęgów.
Jako urzędnik działał w Chełmnie, gdzie rozbudował tamtejszy gród, mający duże znaczenie dla kontynuowania wypadów przeciwko Prusom. Chełmno (pierwotne grodzisko z podgrodziem we wsi Kałdus) było prawdopodobnie ośrodkiem specjalnego okręgu granicznego, zwanego w źródłach marchią, o większym obszarze i szerszych kompetencjach komesa. Zamek Hugona zwany był Buttirberg a on sam został kasztelanem chełmińskim. Około 1155 roku Hugo powrócił na krótko do Niderlandów w celu uporządkowania rodzinnych spraw majątkowych. Być może wziął jeszcze udział w wyprawie przeciwko Prusom w 1166 roku; bardziej prawdopodobne jednak, że zmarł przed tą datą.

## Ród Dołęgów
Hugo za swoje zasługi otrzymał nadanie ziemskie wraz z niewolnymi ludźmi - Prusami, kojarzone z wsią Prusy koło Łęga w ziemi płockiej. Łęg należał do najstarszych posiadłości Dołęgów.
Hugo ożenił się ponownie w Polsce. Jego syna znamy z patronimikum – Grabia, czyli hrabia, który potwierdzał wysoką pozycję urzędniczą jego ojca. Syn Grabiego - Marcin i wnuk Krystyn z Chrośny (Krosny) – stanowią pierwsze ogniwa łańcucha genealogicznego Dołęgów. Przydomek „grabia” był charakterystyczny dla potomków Dołęgów osiadłych w okolicy Łęga pod Płockiem. Wokół Łęga znajdowały się wsie należące do rodu Dołęgów, m.in.: Dziedzice, Gzino, Koskowo, Mlice, Ossowo, Zakrzewo, z których wywodzą się, Dziedziccy, Gzińscy, Koskowscy, Łęscy, Mliccy, Ossowscy, Zakrzewscy. Z gałęzi Dołęgów dobrzyńskich pochodzą Kretkowscy, Lasoccy i Zalescy, z gałęzi zawkrzeńskiej m.in. Mostowscy, Narzymscy i Szreńscy.